# Алтайбаева, Улбала
Улбала Алтайбаева (3 января 1923 год — 2007 год) — советский рисовод, передовик сельскохозяйственного производства. Звеньевая колхоза «Коммунизм» Чиилийского района Кзыл-Ординской области, Казахская ССР. Герой Социалистического Труда (1972).

## Биография
Происходит из рода таракты.
С 1940 года работала в колхозах Кзыл-Ординской области: «Энбекши» (1940—1955, 1976—1978), «Коммунизм» (1955—1970, 1972—1976), «Гигант» (1970—1972).
В 1970-1976 годах, будучи звеньевой рисоводческого звена, являлась последователем И. Жахаева. Звенья под руководством Улбалы Алтайбаевой получили в 1971 году по 72,7 центнеров риса с гектара, в 1972 году — 109,3 центнеров риса с гектара, в 1973 году — 107 центнеров риса с гектара.
С 1947 года являлась членом Коммунистической партии.. Избиралась депутатом Совета Союза Верховного Совета СССР 9-го созыва (1974—1979) от Кзыл-Ординского избирательного округа № 653 Кзыл-Ординской области. Награждена орденом Ленина, орденом «Мать-героиня», другими орденами и медалями СССР.
В 1972 году удостоена звания Героя Социалистического Труда «за большие успехи, достигнутые в увеличении производства и продажи государству зерна, сахарной свеклы, хлопка, других продуктов земледелия, и проявленную трудовую доблесть на уборке урожая».